# Franciaország kantonjai
Franciaország kantonjai a köztársaság 101 megyéjének és 342 kerületének (arrondissements) területi alegységei. 
Jelenleg 4032 kanton van Franciaországban. A kantonok a megyék képviselői testülete tagjainak választókerületeiként szolgálnak. 
A legtöbb közülük több önkormányzatot is magába foglal, de nagyobb önkormányzatok több kantont is tartalmazhatnak, hiszen a kantonoknak kb. hasonló népességűeknek kell lenniük, miközben az önkormányzatok népessége a kétmilliós Párizstól az egyfős Rochefourchat-ig terjed.
A kantonok száma megyéről megyére változik. Territoire de Belfortban 15, miközben Nord megyében 79 van. Statisztikai (INSEE) okokból Párizs húsz kerületét néha kantonként kezelik.